# Mayer & Co Beschläge
Die Mayer & Co Beschläge GmbH (auch bekannt unter dem Markennamen MACO) gehört zu den Weltmarktführern für Fenster-, Tür- und Großflächenbeschläge und ist Anbieter innovativer System- und Sicherheitslösungen. Die Vernetzung mit elektronischen Komponenten spielt zunehmend eine Rolle – neben den mechanischen Baubeschlägen wie dem weitverbreiteten Dreh-Kipp-Beschlag. Das Familienunternehmen entwickelt mit diversen Forschungsprojekten die Bedienung von Fenster und Türen. Aktuelle Produktstudien zeigen, wie sich die Digitalisierung auf Bedienung und Design von Fenstern und Türen auswirkt.
Bekannt ist MACO in folgenden Bereichen: Einbruchhemmung, Fensterüberwachung, Korrosionsschutz, Wohnraumlüftung, automatische Türschlösser sowie elektronische Zutrittskontrolle. Rund 35 Millionen Fensterflügel werden jährlich mit MACO-Beschlägen ausgestattet.
Die MACO-Gruppe beschäftigt weltweit etwa 2.400 Mitarbeiter (Stand: Jänner 2025). Der Hauptsitz befindet sich in der Stadt Salzburg. Zusätzlich betreibt das Familienunternehmen Produktionswerke in Trieben, Mauterndorf, Gliwice (Polen), Kaluga (Russland), Helpsen (Deutschland). Hinzu kommen 16 Niederlassungen weltweit, die einen Exportanteil von 96 Prozent in über 90 Länder sichern. Der Eigenfertigungsanteil liegt bei 96 %.
An den österreichischen Produktionsstandorten Salzburg und Trieben bildet der Bauzulieferer in 15 Lehrberufen aus. Besonderen Wert legt das Unternehmen auf laufende Qualitätsprüfungen: Diese erfolgen zum Beispiel am ift Rosenheim, aber auch im internen Prüfzentrum.

## Geschichte
Lorenz Mayer gründete den Betrieb im Jahr 1947 in Altenmarkt im Pongau; 1952 erfolgte die Übersiedelung in die Stadt Salzburg. 1971 übernahm sein Sohn Ernst Mayer die Leitung, das Familienunternehmen wuchs in Etappen. Das Produktionswerk in Trieben wurde 1994 eröffnet, 2009 folgte der Standort Mauterndorf. Seit 2010 ist außerdem ein Montagewerk in Kaluga (Russland) in Betrieb.
Im April 2015 kündigte MACO wegen Auftragseinbrüchen an, die Mitarbeiterzahl in Österreich auf etwa 1.500 reduzieren zu müssen. Mittlerweile beschäftigt das Unternehmen an den österreichischen Standorten aber wieder rund 1.600 Mitarbeiter (Stand: Februar 2025).
Wirtschaftsreportagen im Juli und August 2017 berichten, dass in Trieben neue, höher automatisierte Fertigungsanlagen errichtet worden sind und hier 100 bzw. 150 neue Mitarbeiter aufgenommen werden sollen. MACO sei in seinem Segment Marktführer in Österreich und habe eine Exportquote von 96 %.
Im April 2018 wurde das Forschungs- und Innovationszentrum in der Alpenstraße in Salzburg eröffnet. Im gleichen Jahr übernimmt MACO 75 % der Anteile der deutschen HAUTAU GmbH.
Bei einem Unfall am 27. Oktober 2023 im Werk Trieben rannen 8 m³ Salpetersäure aus einem Tank aus. Der Großteil wurde von einer Wanne aufgefangen. Eine geringfügige Menge weiter ausgetretener Säure wurde von Feuerwehr in Chemieschutzanzügen gebunden. Es wurde niemand verletzt.
2023 wird HAUTAU zu 100 % in die MACO Gruppe eingegliedert. Damit baut der Baubeschlägeproduzent seine starke Position bei Schiebesystemen und Fensterautomation weiter aus.

## Standorte

### Produktionswerke
2.400 Beschäftigte sind für sechs Werksstandorte und 16 internationalen Vertriebsniederlassungen der Unternehmensgruppe tätig. Produziert wird in Salzburg, Mauterndorf, Trieben (Österreich), Helpsen (Deutschland), Kaluga (Russland) und Gliwice (Polen).

### Vertriebsniederlassungen
MACO ist in mehr als 90 Ländern weltweit tätig. Das Familienunternehmen betreibt 16 Vertriebsniederlassungen, darunter Großbritannien (1986), Deutschland (1990), Polen (1998) und Frankreich (2007).

## Produkte
- Dreh- und Dreh-Kipp-Beschläge
- mechanische und automatische Türschlösser
- Türbänder
- Fenstergriffe
- Beschläge für raumhohe Schiebetüren
- Bodenschwellen
- Dichtungen
- Beschläge für Fensterläden
- Kantenverschlüsse für nach außen öffnende Fenster
- Elektronische Zutrittskontrolle
- Wohnraumlüftung